# Resurrezione del figlio di Teofilo e san Pietro in cattedra
La Resurrezione del figlio di Teofilo e san Pietro in cattedra è un affresco di Masaccio e Filippino Lippi che decora la Cappella Brancacci nella chiesa di Santa Maria del Carmine a Firenze. L'opera (230x599 cm) è databile al 1427 circa per l'intervento di Masaccio e al 1482-1485 per il completamento di Filippino Lippi. 

## Storia

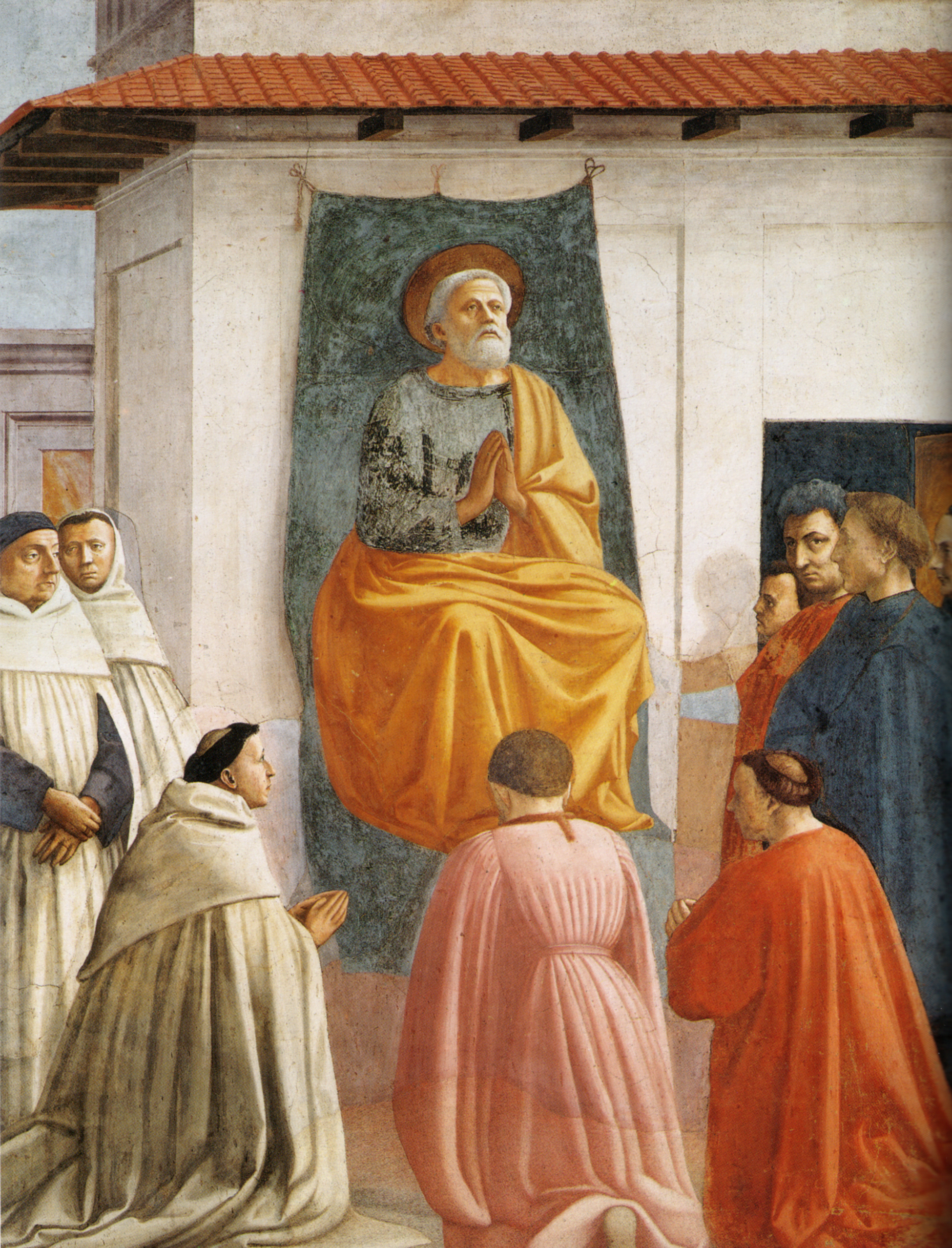
San Pietro in cattedra

Gli affreschi della Cappella Brancacci sono un enigma per gli studiosi nella mancanza di documentazione ufficiale. Commissionati forse a Masolino, che aveva come aiutante il più giovane Masaccio, si sa solo che, tramite testimonianze indirette, dovevano essere iniziati nel 1424 e che nel 1425 vennero portati avanti dal solo Masaccio per la partenza di Masolino per l'Ungheria. Masaccio partì poi per Roma nel 1428, dove morì nell'estate.
Con l'espulsione del committente, Felice Brancacci, dalla città come antimediceo (1436) gli affreschi vennero definitivamente interrotti e in parte mutilati dei ritratti della famiglia Brancacci, in una sorta di damnatio memoriae. Solo una cinquantina d'anni dopo, dal 1480, essi vennero completati da Filippino Lippi, che cercò di adattare la sua arte allo stile del primo Rinascimento. Non è chiaro se Masaccio lasciò il riquadro incompleto o se esso venne mutilato dopo la cacciata dei Brancacci. Le poche testimonianze farebbero pensare alla seconda ipotesi, come parrebbe anche a giudicare dalla fila di teste ridipinte da Filippino dove dovevano trovarsi i ritratti di Felice e dei suoi familiari, innestate su vesti di mano di Masaccio.
Il registro inferiore fu comunque l'ultimo ad essere completato e vi si sente uno stacco per l'assenza di Masolino, per l'evoluzione dello stile di Masaccio (che vi mise mano dopo essere stato a Pisa) e, ovviamente, per l'intervento di Filippino. 
La scena, salvata dalla ridipintura barocca della volta, ne uscì annerita dall'incendio del 1771 che distrusse gran parte della basilica. Solo con il restauro del 1983-1990 si è potuta riscoprire la brillante cromia originale e sono state eliminate le ridipinture.

## Descrizione e stile

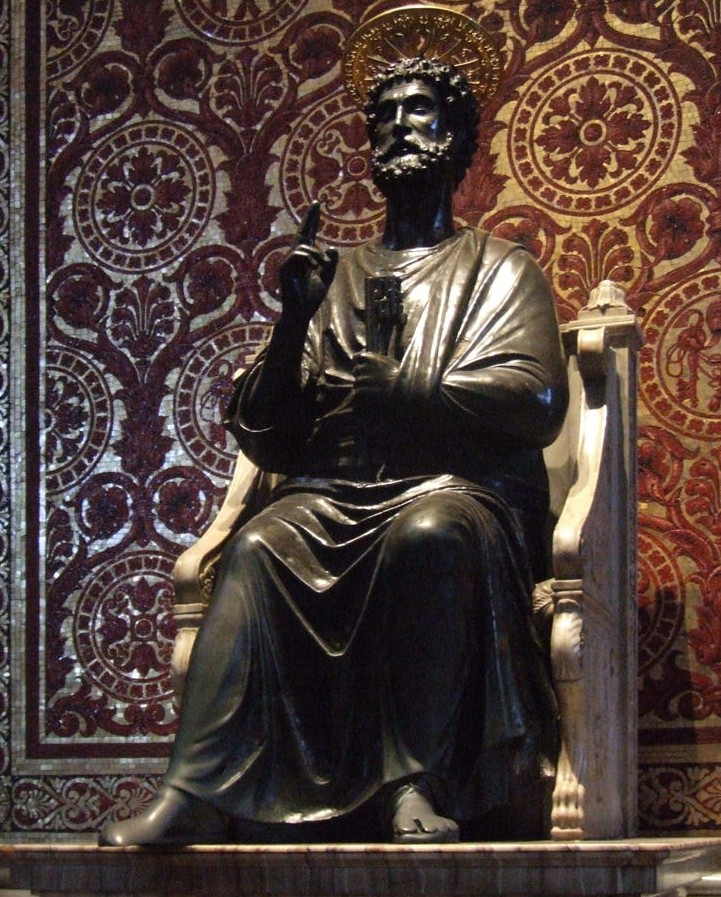
Arnolfo di Cambio, San Pietro in cattedra, basilica di San Pietro

La scena di grandi dimensioni, sulla parete sinistra, rappresenta due eventi della vita di san Pietro avvenuti a Antiochia, narrati non dai Vangeli, ma dalla Leggenda Aurea di Jacopo da Varagine. La leggenda vuole che quando Pietro era in città a predicare venne arrestato e messo a pane ed acqua dal governatore Teofilo. In quell'occasione San Paolo andò a trovarlo in prigione (scena nell'affresco di Filippino Lippi a sinistra di questo). Paolo andò poi a supplicare il governatore affinché liberasse Pietro, ma questi lo sfidò, promettendogli di farlo solo a patto che l'apostolo incarcerato dimostrasse i suoi poteri soprannaturali resuscitandogli suo figlio, morto quattordici anni prima. Pietro venne allora portato alla tomba del fanciullo, dove lo resuscitò miracolosamente. In seguito a questo evento tutta la popolazione di Antiochia si convertì al Cristianesimo e venne eretta una magnifica chiesa, la prima sul cui trono (la cattedra) Pietro poté sedere venendo ascoltato da tutti. L'evento fu così un'anticipazione della sua futura assunzione al trono pontificio in Roma. 
L'affresco è per metà di Masaccio e per metà di Filippino Lippi. In linea generale le mani dei due artisti sono ben riconoscibili, soprattutto nei ritratti, ma restano alcune zone di confine in cui i pareri degli studiosi sono discordi. 

### La parte di Masaccio

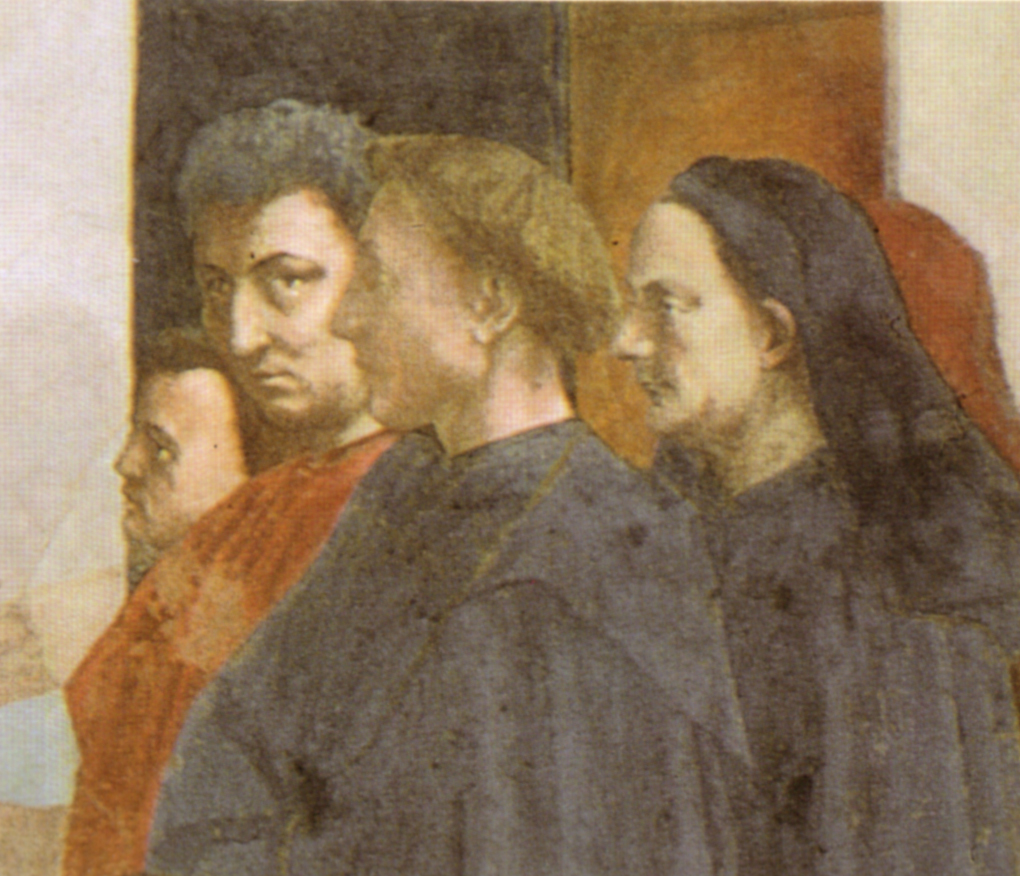
I ritratti di Masolino, Masaccio, Alberti e Brunelleschi

A Masaccio spetta la scena centrale, dal personaggio seduto col mantello blu fino alle teste sovrapposte dietro san Pietro, escluso l'uomo vestito di verde. Suo è il palazzo sullo sfondo e la figura di Pietro, tranne i piedi e il braccio benedicente, opera di Filippino. Di Masaccio è anche gran parte della scena a destra del san Pietro in cattedra, dai monaci carmelitani a Pietro, fino all'estremità. 
Teofilo si trova in trono entro una nicchia nella parete, attorniato da alcuni dignitari, mentre davanti a lui si sta svolgendo la scena della resurrezione. Il governatore, che alcuni hanno letto come un ritratto del terribile nemico di Firenze Gian Galeazzo Visconti è abbigliato come un imperatore bizantino, con scettro, sfera e calzari rossi. Il personaggio seduto di profilo accanto a lui, vestito di blu, sarebbe allora il cancelliere della repubblica di Firenze Coluccio Salutati. 
Molto verosimilmente la scena era stata dipinta da Masaccio in misura maggiore, ma la presenza di personaggi antimedicei o comunque scomodi ne avrebbe resa necessaria una parziale demolizione. Nel gruppo centrale e in quello a sinistra dovevano essere presenti molti ritratti della famiglia Brancacci, smantellati con il bando definitivo della famiglia dalla città, poiché dichiarati antimedicei. Particolarmente emblematica è la ridipintura di alcune parti del san Pietro al centro che, col volto quasi a profil perdu era originariamente forse volto più all'indietro, con un maggiore spazio in profondità, come nel Tributo. Le figure potevano essere originariamente più sparute e magari al centro sarebbe potuto trovarsi il sepolcro aperto, scorciato in profondità, invece delle poco convincenti ossa sparse della scena dipinta da Filippino. Anche la ridipintura dei piedi del santo fu forse necessaria per adeguare la rotazione artificiosa della sua figura verso destra. 

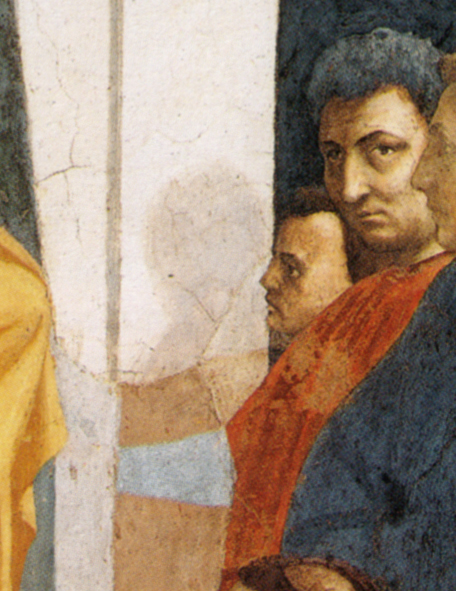
Il braccio sparito di Masaccio

Il san Pietro in cattedra mostra la grande capacità di Masaccio di modellare le figure a rilievo tramite l'uso vigoroso di campiture di colore e lumeggiature contrastanti, che danno un rilievo inedito alle pitture. San Pietro è raffigurato sulla cattedra, significativamente più alta del trono di Teofilo, ed è concentrato nella preghiera, imperturbabile rispetto alle figure che intorno lo pregano in ginocchio. Il gruppo all'estrema destra mostrerebbe l'autoritratto di Masaccio (che guarda in tralice lo spettatore), Leon Battista Alberti (accanto a lui di profilo), Filippo Brunelleschi (col cappuccio) e Masolino (a sinistra); il carmelitano corpulento in piedi, a destra di quello anziano, potrebbe essere un ritratto del giovane Filippo Lippi, allievo di Masaccio della prima ora e padre di Filippino.
Nel restauro si è scoperto che Filippino coprì un braccio e una mano della figura ritenuta l'autoritratto di Masaccio, che era nell'atto di toccare il santo: il gesto, che doveva parere irriverente, sarebbe invece potuto essere una riproposizione dell'atto devozionale che i pellegrini compiono sul piede della statua bronzea di San Pietro in cattedra di Arnolfo di Cambio nella basilica di San Pietro in Vaticano. Il gesto sarebbe quindi interpretabile come la testimonianza figurata di un pellegrinaggio compiuto da Masaccio, con Brunelleschi e gli altri artisti attorno a lui a Roma prima del completamento dell'affresco.
Le architetture laterali sono sicuramente attribuite a Masaccio, che risolse l'annoso problema dei rapporti di dimensione tra edifici e figure in primo piano: Masaccio mise queste strutture avanti in modo da rendere le dimensioni, almeno dei piani terra, sufficientemente grandi e coerenti per le figure.

### La parte di Filippino
La maggior parte degli studiosi è concorde nell'attribuire a Filippino, in questo affresco, la ridipintura di alcune parti che, in una sorta di damnatio memoriae, erano state distrutte dopo l'esilio di Felice Brancacci e della sua famiglia (1436, definitivo dal 1458). Se appare improbabile che Masaccio avesse lasciato una scena così importante incompleta (senza dettagli fondamentali come il fanciullo risorto), ancora più inspiegabile sarebbe la ridipintura di alcune singole parti dei personaggi da parte di Filippino: una testa qua, un braccio là, un ritratto lasciato senza corpo.

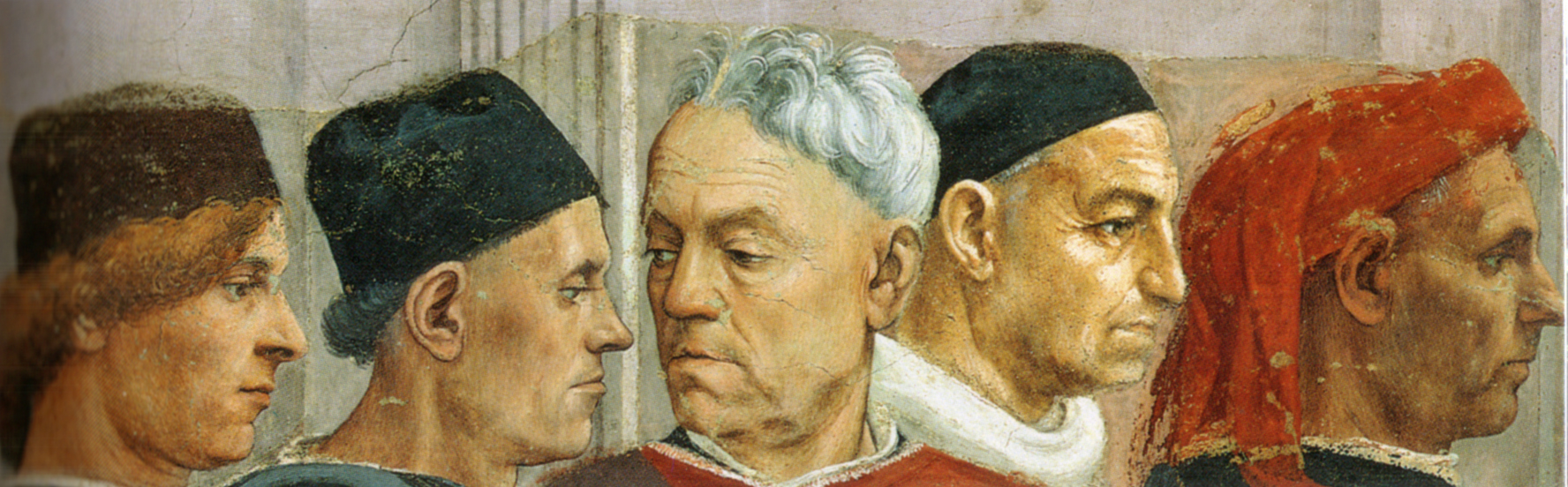
Le teste di Filippino e Masaccio

A Filippino appartengono infatti i cinque fiorentini sulla sinistra, anche se la quarta testa da sinistra è attribuita a Masaccio, forse un ritratto del cardinale Branda Castiglione, a cui Filippino dimenticò completamente di dipingere un paio di piedi. Suo è anche il gruppo centrale, da san Paolo inginocchiato fino all'uomo in piedi di profilo, con la berretta blu, compreso il fanciullo resuscitato, il bambino e gli altri personaggi. Egli intervenne anche sul volto di Teofilo e su quelli delle figure davanti a lui. Filippino avrebbe forse spostato in avanti la figura del fanciullo, affollando lo spazio di personaggi in piedi non previsti da Masaccio. 
Il fanciullo resuscitato viene indicato da Vasari come un ritratto del futuro pittore Francesco Granacci quindicenne, che permetterebbe, calcolandone l'età, di datare l'intervento di Filippino al 1485 circa
Nel gruppo centrale e in quello a sinistra Filippino dipinse i ritratti dei i membri delle grandi famiglie d'Oltrarno al tempo di Lorenzo il Magnifico: i Soderini, i Pulci, i Guicciardini, i del Pugliese, assieme ad altri notabili della cerchia medicea. 
Non è chiaro quanto Lippi reinventò le scene, anche se in alcuni casi sembrò cercare di voler mantenere più brani di Masaccio possibili, come il caso della testa isolata a sinistra. Sicuramente il punto di fuga nella scena non porta a nessun personaggio principale (è la testa dell'uomo col bambino), diversamente da come Masaccio aveva fatto nel Tributo.

### Le parti incerte
L'architettura è generalmente attribuita a Masaccio, almeno per quanto riguarda gli edifici laterali, mentre è più incerta l'autografia del muro con specchiature in marmo oltre il quale si vedono alberi e vasi. Se dipinta da Masaccio, come sembrerebbe confermare il diagramma delle "giornate" dell'affresco, essa sarebbe il primo esempio di un modo di chiudere gli sfondi che venne ripreso poi qualche decennio dopo da Beato Angelico, Domenico Veneziano, Andrea del Castagno, Alesso Baldovinetti e i rispettivi seguaci. 
Ma lo stile della parete è diverso da quello che si conosce delle opere di Masaccio, con la decorazione priva di funzioni particolari dei vasi e degli alberelli, tanto distante dall'immagine maturata negli studi critici di Masaccio come pittore dell'essenziale. Il muro inoltre è mal raccordato, sia a destra che a sinistra, agli edifici laterali. Soprattutto a sinistra la parete è attaccata a un edificio in secondo piano che è visibilmente troppo distante. La tecnica, libera e fluida, rimanda più allo stile di Filippino, alla cui epoca tale motivo era ormai diffusissimo. Se opera sua, questo sfondo posticcio, che sembra ergersi improvvisamente sopra le teste, assolverebbe perfettamente al compito di mimetizzare e uniformare le sue modifiche alla struttura preesistente. 
Nello sfondo Joannides credette invece di individuare la mano di Filippo Lippi, allievo di Masaccio e padre di Filippino.

## Tecnica

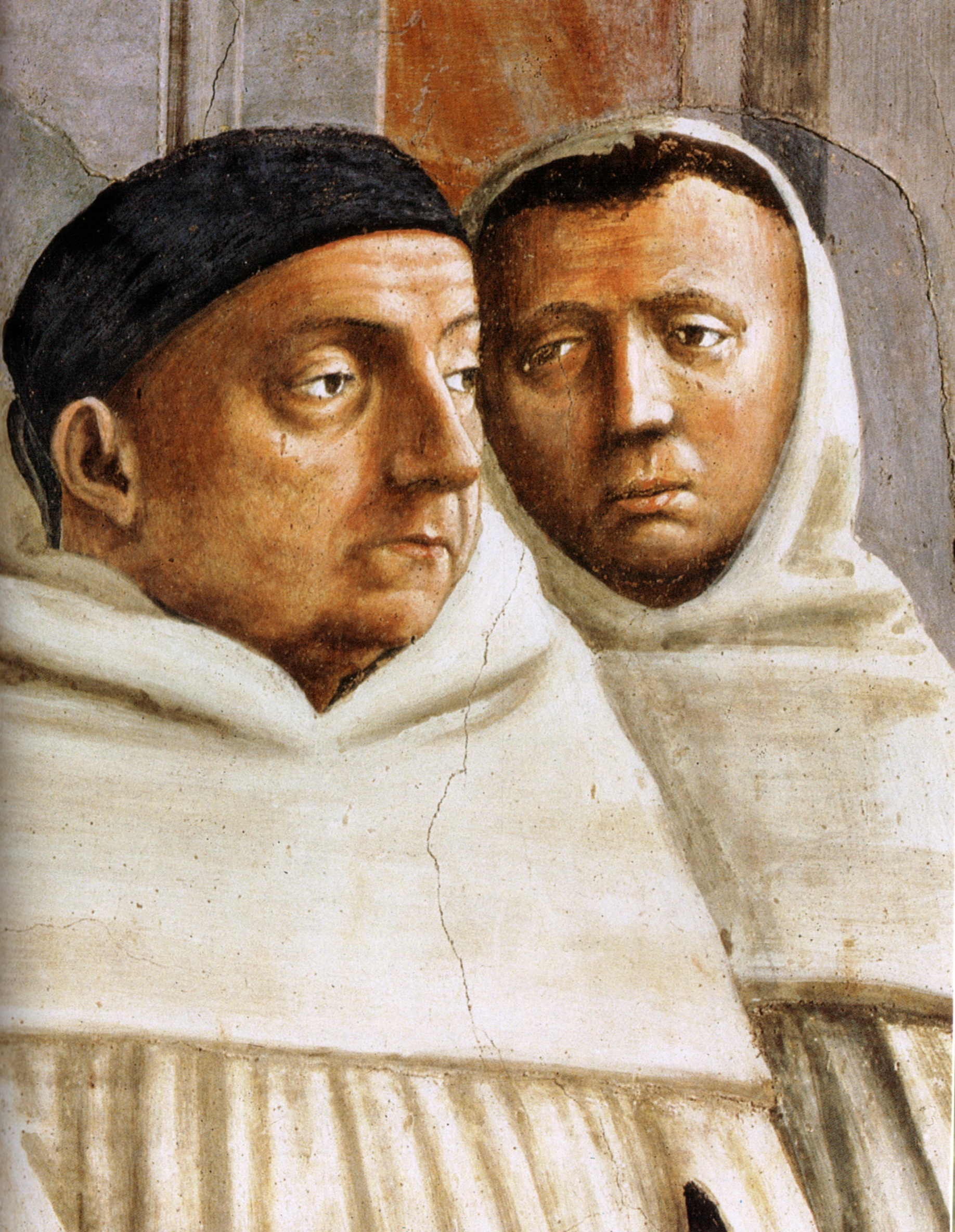
Dettaglio

Gli affreschi del registro inferiore sono meno rifiniti di quello superiore e tradiscono una certa fretta di Masaccio. Se prima una testa di protagonista richiedeva una "giornata", adesso nella medesima si trovano anche tre teste, cosa che nel Tributo avviene solo nelle figure minori. Vari brani, nelle parti pertinenti a Masaccio, denunciano il ricorso a aiuti, per procedere quanto più velocemente possibile. 
La tecnica di Masaccio è abbastanza riconoscibile, soprattutto nei ritratti, per l'uso delle lumeggiature col bianco o altri colori chiari, che non sono presenti nel sofisticato sfumato di Filippino Lippi.